# Szorgalmatos
Szorgalmatos is een plaats (község) en gemeente in het Hongaarse comitaat Szabolcs-Szatmár-Bereg. Szorgalmatos telt 926 inwoners (2001).